# Ramboldia blastidiata
Ramboldia blastidiata är en lavart som beskrevs av Kantvilas & Elix. Ramboldia blastidiata ingår i släktet Ramboldia och familjen Lecanoraceae.   Inga underarter finns listade i Catalogue of Life.